# Franz Froschauer

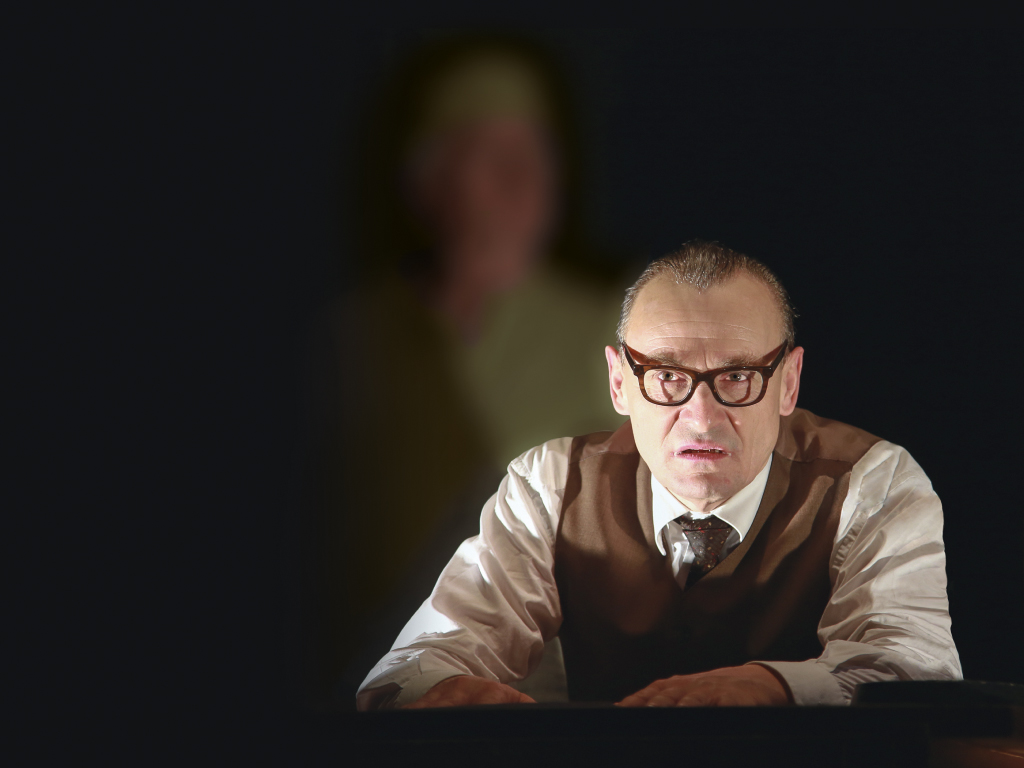
Franz Froschauer (2016)

Franz Froschauer (* 16. Dezember 1958 in Vöcklabruck) ist ein österreichischer Schauspieler.

## Leben und Wirken
Nach einem Schauspielstudium an der Anton Bruckner Privatuniversität in Linz folgten Engagements am Düsseldorfer Schauspielhaus, am Residenztheater München, am Schauspiel Bonn, am EDT Hamburg, am Münchner Volkstheater, am Theater Phönix, beim Festival der Regionen und beim Theater Hausruck.
1996 leitete Froschauer die Festwochen Gmunden.
Weiters spielte Froschauer zahlreiche Rollen in Fernseh- und Kinofilmen. Er hält auch zahlreich Lesungen und Chansonabende ab.
Franz Froschauer lebt in Schwanenstadt.

## Bühne (Auswahl)

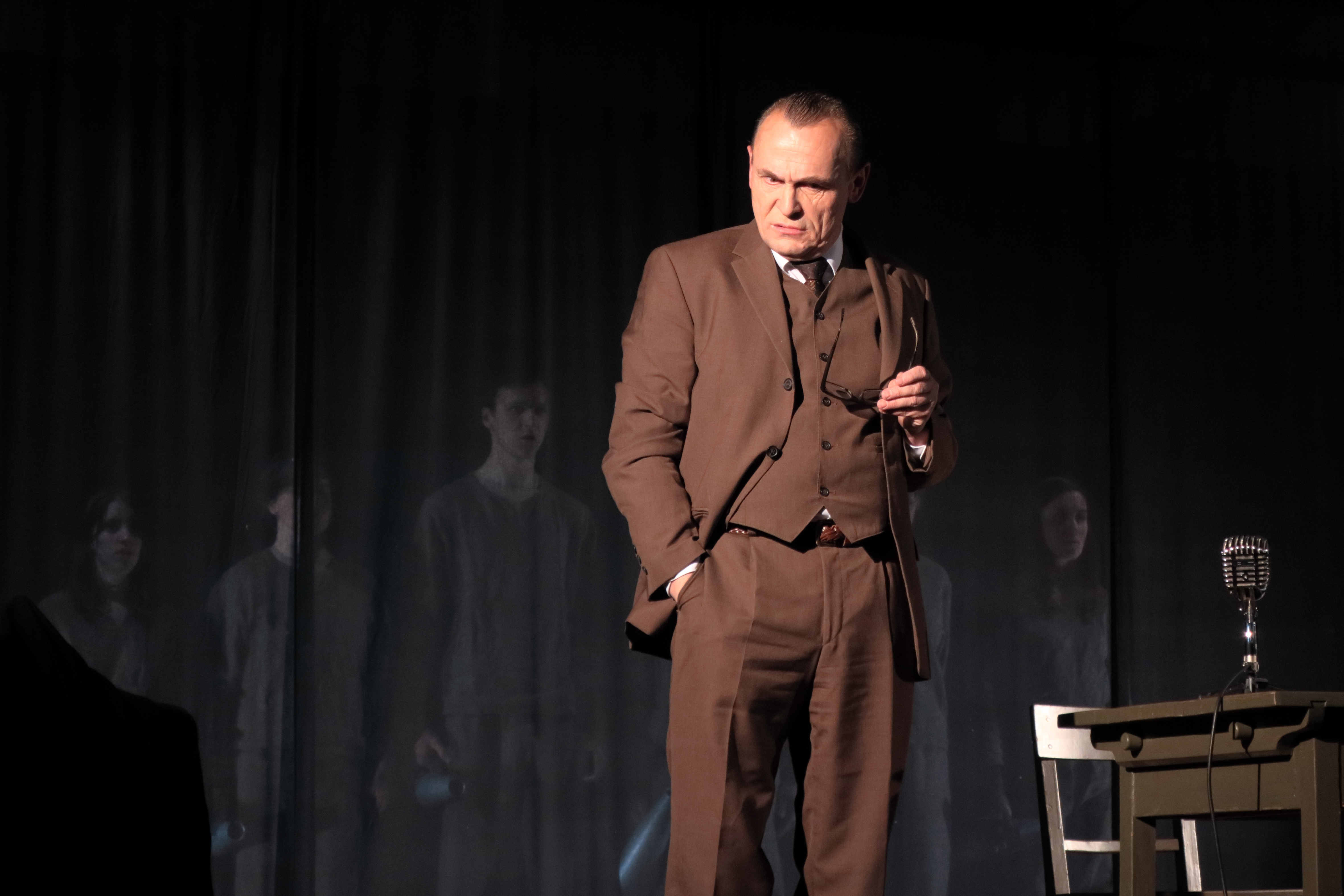
Franz Froschauer als Adolf Eichmann im Bühnenstück Eichmann (2016)

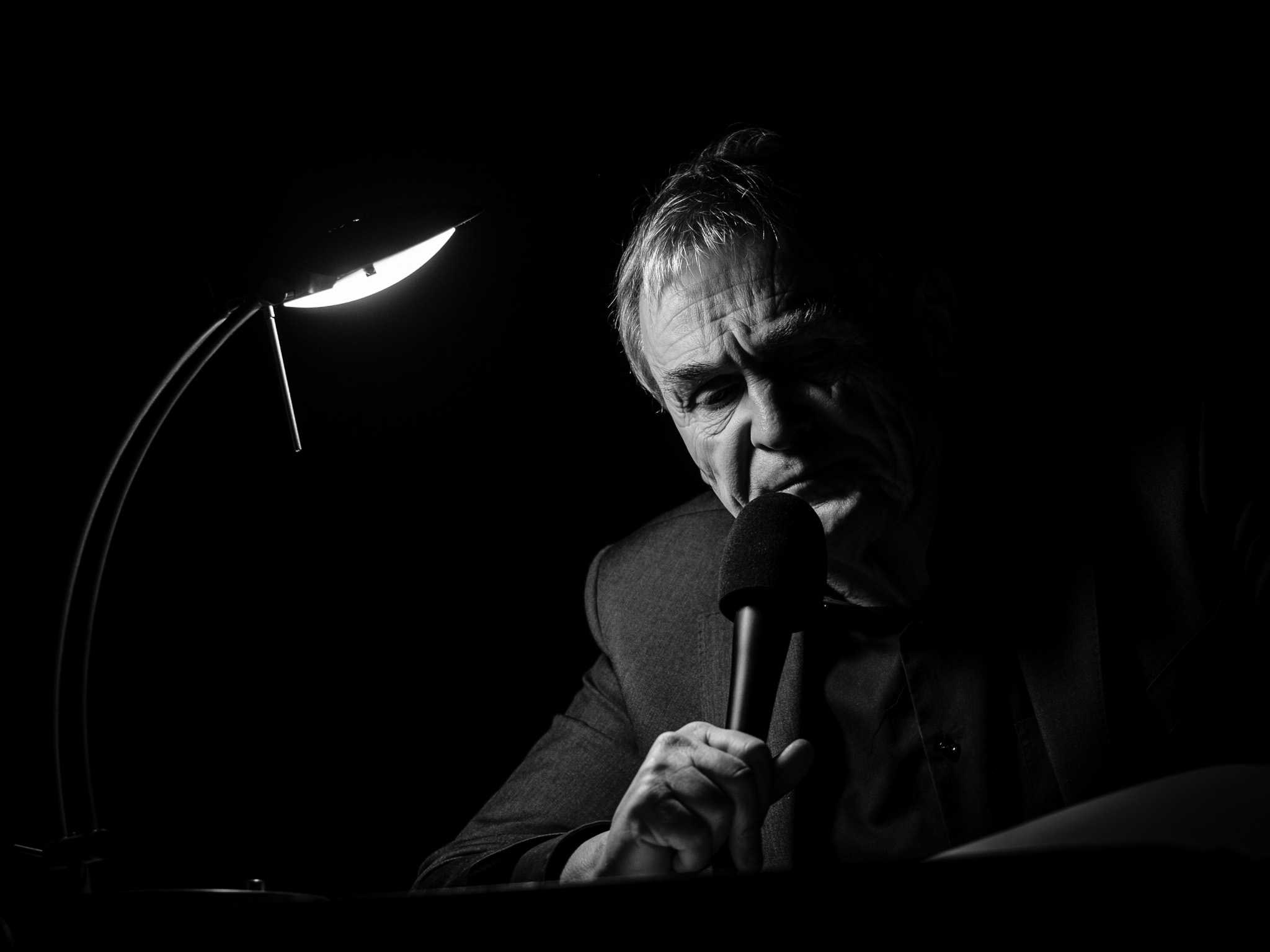
Franz Froschauer liest Rainer Maria Rilke: „Und dann, meine Seele, sei weit!“ im OKH Vöcklabruck (2025)

- 2005 Hunt oder Der totale Februar von Franzobel, Theater Hausruck, Kohlebrecher Kohlgrube (Doppelrolle Frühwirt/Skrabal)[2]
- 2007 Z!pf oder Die dunkle Seite des Mondes, von Franzobel, Theater Hausruck, Kohlebrecher Kohlgrube (Emmerich)
- 2009 A Hetz, Eine Theaterreise mit Texten von Franzobel, Theater Hausruck, Kohlebrecher Kohlgrube (Herr Hermann)
- 2010 €AT, Ein Kapitalismuskirtag, Theaterperformance in einer aufgelassenen Möbelfabrik in Attnang-Puchheim, Theater Hausruck (Manager)[3]
- 2015 Eichmann Theaterstück von Rainer Lewandowski über Adolf Eichmann,[4] Uraufführung am 26. Februar 2015 im Kulturhaus Bruckmühle in Pregarten[5][6].
- 2016 Meinen Hass bekommt ihr nicht! Lesung aus dem Buch von Antoine Leiris über den Tod seiner Frau beim Terroranschlag 2015 auf das Bataclan[7]
- 2017 Der Fall Gruber, Theaterstück von Thomas Baum über den Priester und Widerstandskämpfer Johann Gruber, Regie und Hauptdarsteller Franz Froschauer[8][9]
- 2025 „Und dann, meine Seele, sei weit!“ Franz Froschauer liest Rainer Maria Rilke anlässlich dessen 150. Geburtstag[10]

## Filmografie (Auswahl)

### Fernsehserien und -reihen
- 2001: Der Bulle von Tölz: Bullenkur
- Dr. Stefan Frank – Der Arzt, dem die Frauen vertrauen – Die Entführung (2001)
- Die Rosenheim-Cops: 3 Staffeln (2005, 2007, 2016)
- München 7: Herr Tausch in Janosch (2013)
- 2006–2011: Tatort
  - 2006: Außer Gefecht (BR)
  - 2009: Wir sind die Guten (BR)
  - 2011: Gestern war kein Tag (BR)
- Im Tal des Schweigens: 4 Staffeln (2004, 2006, 2007, 2008)
- SOKO München: 4 Staffeln (1999, 2001, 2004, 2006)
- SOKO Kitzbühel: 1 Staffel (2004)
- 2006: Polizeiruf 110: Mit anderen Augen (BR)
- 2012: Die Rache der Wanderhure
- 2018: Die Toten von Salzburg – Königsmord
- 2019: Hubert ohne Staller: Eine Leiche zuviel

### Kino
- 1994 Hasenjagd (Viktor)
- 1998 Fast Fuck (Dr. Love)
- 2001 Vortex (Einäugiger)
- 2005 Neun (Pfarrer)

## Auszeichnungen
- 2015 Bühnenkunstpreis des Landes Oberösterreich (Anerkennungspreis für Eichmann)[11][12]
- 2017 Goldenes Ehrenzeichen der Stadt Schwanenstadt[13]